# Khorramchahr
Khorramchahr (ou Khorramshahr ; en persan : خرمشهر / Xorramšahr), est une ville portuaire iranienne de la province du Khuzestan. Elle est située à environ 10 km au nord d'Abadan, du côté iranien de la frontière avec l'Irak. La ville s'étend sur la rive Est de la rivière Arvand en son confluent avec la rivière Karoun. Le port de la ville est appelé Bandar-e Khorramshahr. La ville fut sur la ligne du front de la guerre Iran-Irak, il y eut des combats acharnés et la ville fut détruite.
Khorramchahr a porté le nom de Mohammerah (en arabe : محمره) jusqu'en 1924.

## Dans la fiction
- La ville est le théâtre partiel d'action du roman SAS contre CIA (1965), écrit par Gérard de Villiers.

## Personnalités liées
- Amin Aghaei, caricaturiste et illustrateur né en 1982.

### Galeries de photo
- Galerie de photos de Khorramchahr du Gouvernorat du Khouzestan
- Présentation de photos d'après-guerre de Khorramchahr

### Articles concernant la ville pendant la guerre
- Persian Gulf War: Iraqi Invasion of Iran, September 1980
- Foreign Military Studies Office: MOUT in Iraq: Population Dependent?
- Armor Evens the Odds in Two Urban Battles A Tale of Two Cities – Hue and Khorramshahr